# Stati Uniti d'America ai IV Giochi olimpici invernali
Gli Stati Uniti d'America parteciparono ai IV Giochi olimpici invernali, svoltisi a Garmisch-Partenkirchen, Germania, dal 6 al 16 febbraio 1936, con una delegazione di 55 atleti impegnati in otto discipline.

## Medagliere

### Per discipline
| Sport                   | Oro | Argento | Bronzo | Totale |
| ----------------------- | --- | ------- | ------ | ------ |
| Bob                     | 1   | 0       | 1      | 2      |
| Hockey su ghiaccio      | 0   | 0       | 1      | 1      |
| Pattinaggio di velocità | 0   | 0       | 1      | 1      |
| Totale                  | 1   | 0       | 3      | 4      |

### Medaglie
| Medaglia | Atleta | Sport                   | Evento             |
| -------- | --- | ----------------------- | ------------------ |
| Oro      | Ivan Brown Alan Washbond | Bob                     | Bob a due maschile |
| Bronzo   | Gilbert Colgate Richard Lawrence | Bob                     | Bob a due maschile |
| Bronzo   | John Garrison August Kammer Philip LaBatte John Lax Thomas Moon Elbridge Ross Paul Rowe Francis Shaughnessy Gordon Smith Francis Spain Frank Stubbs | Hockey su ghiaccio      |                    |
| Bronzo   | Leo Freisinger | Pattinaggio di velocità | 500 m maschile     |